# Kostel Panny Marie Sedmibolestné (Týnec nad Labem)
Hřbitovní kostel Panny Marie Sedmibolestné v Týnci nad Labem se nachází na severozápadním okraji města na konci ulice Krále Jiřího u silnice na Bělušice. Jedná se o barokní kostel, v místě původní barokní kaple. Kostel, sedm náhrobků a ohradní zdi s branami jsou chráněny jako kulturní památka České republiky.

## Historie
Při původní barokní kapli Panny Marie, doložené roku 1724 a založené roku 1682, byl v roce 1786, za josefínských reforem, ke kapli přeložen hřbitov od kostela Stětí svatého Jana Křtitele.. V roce 1806, za napoleonských válek, byla kaple zrušena a sloužila jako skladiště obilí a píce pro koně. Roku 1815 manželé Jan Nepomuk Harrer (měšťan a koželuh) a Barbora Harrerová na vlastní náklady kapli zrestaurovali a rozšířili ji na kostel, vysvěcený téhož roku, v němž si směli vybudovat rodovou hrobku. Na západní straně byla v ose postavena obdélná loď s pozdně barokním průčelím a po obou bocích původní kaple dřevěné oratoře na sloupcích, ojedinělý projev lidového baroka z doby po roce 1806.. V roce 1857 byl kostel opraven do dnešní podoby.. Hřbitov byl rozšířen v roce 1878.

## Architektura

### Exteriér
Jednolodní kamenná stavba původní kapličky s na západní straně přistavěnou obdélnou, plochostropou lodí s fabionovou římsou, pravoúhlým presbytářem s trojbokým závěrem a pětibokou apsidou v závěru. Pozdně barokní průčelí kostela je ukončeno volutovým štítem. Presbytář po stranách obklopují v patře dřevěné oratoře vynášené sloupy, závěr presbytáře má valenou klenbu. Pod severní oratoří je zděná sakristie a válcový přístavek vřetenového schodiště. Západní průčelí nahoře vrcholí volutovým štítem. Střecha kostela je sedlová s vížkou, nad presbytářem zvalbená.

### Interiér
Podlaha kostela i presbytáře je tvořena původními dřevěnými pětiúhelníky. Hlavní oltář pochází z roku 1725, kopie barokních obrazů na bočních oltářích pochází z 2. poloviny 18. století.. Dveře na kruchtu z roku 1815 zdobí obrazy sv. Josefa s dítětem a sv. Jana Nepomuckého. Dřevěné lavice jsou z první třetiny 19. století, zachovány jsou dvě lavice z roku 1725. Varhany na kůru z roku 1840 jsou dílem varhanáře Josefa Jirušky z Hradce Králové. 14 obrazů křížové cesty je z konce 18. století.